# Jakob Augustsson
Jakob Augustsson (Häljarp, 8 ottobre 1980) è un ex calciatore e allenatore di calcio svedese, di ruolo difensore.

## Carriera

### Club
Augustsson cominciò la carriera con la maglia del Twente, senza mai debuttare in squadra. Passò allora al Landskrona BoIS. Nel 2001 fu acquistato dal Lyn Oslo, per cui esordì nella Tippeligaen il 17 giugno 2001, quando fu titolare nella sconfitta per 3-1 sul campo del Moss.
Nel 2004 fu acquistato dall'Helsingborg, per cui esordì nella Allsvenskan il 19 aprile, sostituendo Mattias Lindström nel pareggio per 1-1 contro il Djurgården. L'anno successivo tornò in Norvegia, per giocare in prestito al Sandefjord. Disputò il primo incontro, in Adeccoligaen, in data 10 agosto 2005, quando fu titolare nel pareggio a reti inviolate contro il Sogndal. Tornò poi all'Helsingborg e, nel 2007, fu acquistato dall'Ängelholm, squadra che Augustsson contribuì a riportare dalla terza serie alla Superettan al termine della prima stagione in gialloblu. Dopo le otto annate trascorse all'Ängelholm, lasciò la squadra per iniziare ad intraprendere la carriera di allenatore all'Höganäs BK in quarta serie, incarico mantenuto per due anni.